# MHC Maarn
MHC Maarn is een Nederlandse hockeyclub uit de Utrechtse plaats Maarn.
De club werd opgericht op 16 november 1963 en speelt op Sportpark Planetenbaan ten oosten van Maarn nabij Golfclub Anderstein. De club heeft in het seizoen 2012/13 geen standaardteams in de bondscompetities van de KNHB.